# 981 км
981 км — упразднённый в 2012 году населённый пункт (тип: железнодорожная будка) в Кирово-Чепецком районе Кировской области России. На год упразднения входил в состав Кстининского сельского поселения.

## География
Находился в центральной части области, в подзоне южной тайги, в 12 км от Кирово-Чепецка.

## Топоним
Список населённых мест Вятской губернии (1926 г.) приводит тип населённого пункта (будка) и название Будка П. Ж. Д. на 24 вер.
Список населённых пунктов Кировской области 1939 г. приводит	название будка жд 26 км. Список населённых пунктов Кировской области на 01.01.1950 г. называет будка на 26 км.
Под названием 981 км приводится ещё в справочнике административно-территориальное деления Кировской области на 1 июня 1978 г.

## История
По Всесоюзной переписи населения 1989 года учтена в двух сельсоветах Кирово-Чепецкого района: в Кстининском и Фатеевском.
В 1996 году железнодорожную будку 981 км исключили из учётных данных Фатеевского сельского округа ввиду того, что она была включена в состав
Кстининского сельского округа
Снята с учёта 28.06.2012 Законом Кировской области от 28.06.2012 № 178-ЗО вместе с н.п. будка Водокачка.

## Население
В 1950 и 1989 году 1 хозяйство и 2 жителя. В 1989-м — мужчина и женщина.
В 2002 и 2010 году — без постоянного населения.

## Инфраструктура
В окрестностях бывшего поселения находятся садоводческие товарищества.

## Транспорт
Автомобильный (автодорога 33Р-013) и железнодорожный транспорт (Транссиб).